# 额尔德尼·巴萨诺维奇·奥姆巴迪科夫

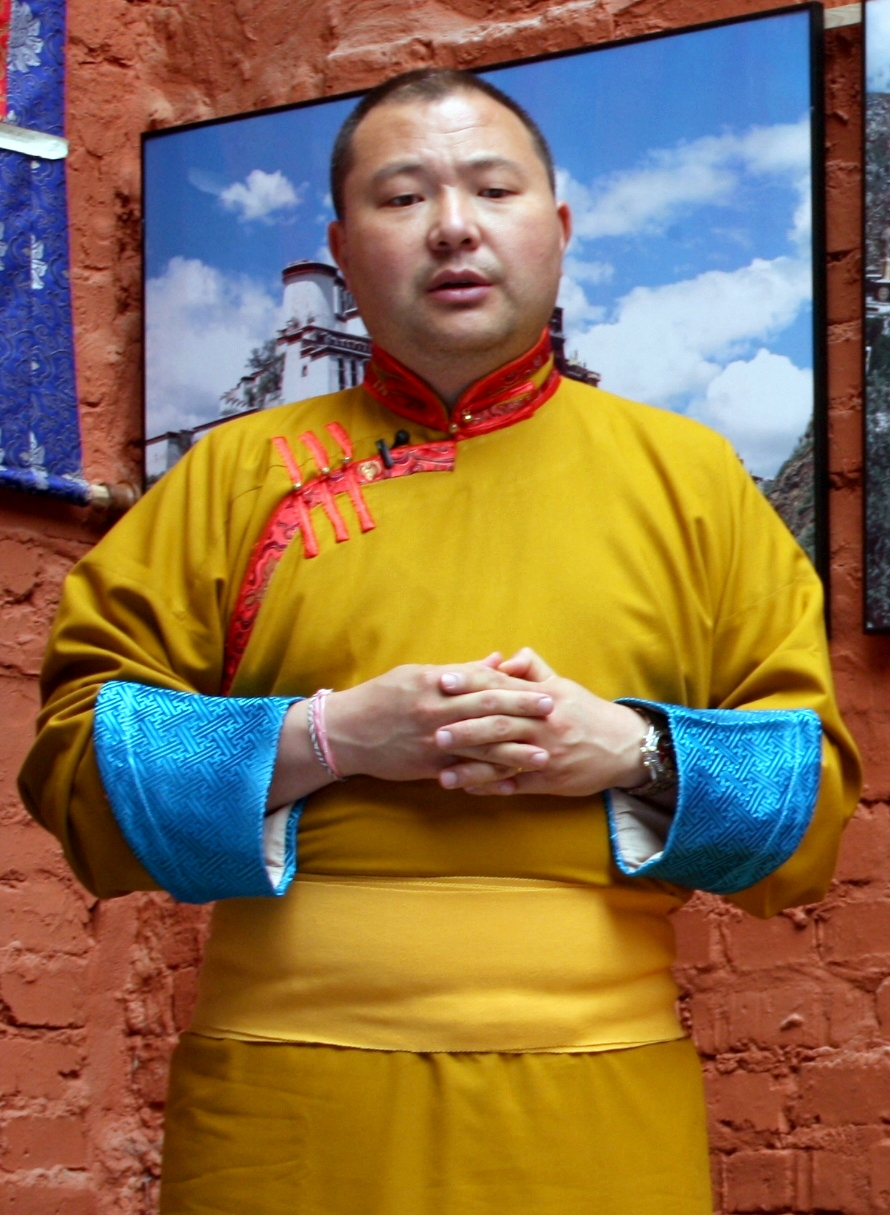
奥姆巴迪科夫

额尔德尼·巴萨诺维奇·奥姆巴迪科夫（英語：Erdne Ombadykow，羅馬化：Ombadha Erdn-Basñ，[ombadəˈɣa ɛrdˈnə baˈsəŋk]，1972年10月27日—），卡尔梅克人，美国宾夕法尼亚州费城人，第六世（不计追认）迪鲁瓦活佛。

## 生平

### 早年生涯
他出生于费城一个属于工人阶级的卡尔梅克人移民家庭，是孩子中最小的一个，其哥哥有Tschon、Tseren、Dava、Jigmid、Jaba，姐姐有Marguerite、Gerel、Rolma。他自小就想成为一位佛教僧侣。 7岁时，其父母允许他赴印度入佛教寺院学习，他在此学习佛经直至1992年。 ChessBase News报道称，当记者问他为什么在7岁时被送入印度的寺院学习时，他说，他的家人想要一个儿子出家为僧，而他表现出了最大的兴趣。在纽约，他遇到了十四世达赖喇嘛，达赖喇嘛推荐他去印度南部的哲蚌寺郭莽扎仓学习。在哲蚌寺郭莽扎仓学习了13年后，他于1992年被十四世达赖喇嘛认定为迪鲁瓦活佛。

### 初访卡尔梅克
苏联于1992年解体后，额尔德尼随十四世达赖喇嘛首次访问俄罗斯卡尔梅克。该地区过去拥有丰富的佛教文化遗产，但在1930年代，由于苏联实行集体化和宣传无神论，这里的佛教文化遭到破坏。抵达卡尔梅克后，达赖喇嘛任命额尔德尼担任卡尔梅克人的萨津（Šajin，最高）喇嘛。作为精神领袖，额尔德尼的作用是率领约16万卡尔梅克人复兴卡尔梅克佛教。
作为当时少数接受过正规佛教教育的卡尔梅克人，22岁的额尔德尼肩负的责任十分重大。此外，他发现自己接受的正规的寺院教育没有为他的角色提供足够的准备。而且他既不会说卡尔梅克语，也不熟悉当地民众或政府的心态。
主張恢復西藏格魯派的戒律，排擠有家室的僧人，將他們趕出主流僧團並且禁止踏入寺院引發抗議，这些困难使他于1994年底回到美国，放弃了僧侣生涯，并于1995年结婚。额尔德尼经过为期两年的自我放逐后，终于重新接受了其使命，返回俄罗斯联邦卡尔梅克共和国。
2004年，促成十四世达赖喇嘛訪問俄羅斯，十四世达赖喇嘛曾三度訪問卡爾梅克為佛教復興注入象徵性動力。
2007年，發起「俄蒙佛教文化節」，於達蘭薩拉舉行，邀請數百名俄蒙僧侶、信徒與官員參加。額爾德尼明確表示：「無論面臨什麼障礙，我們都不會放棄公開承認我們需要達賴喇嘛精神指導的權利」。但因為這些觀點，受到本土派反對其爭論本人外來主義的指導。

### 重返卡尔梅克

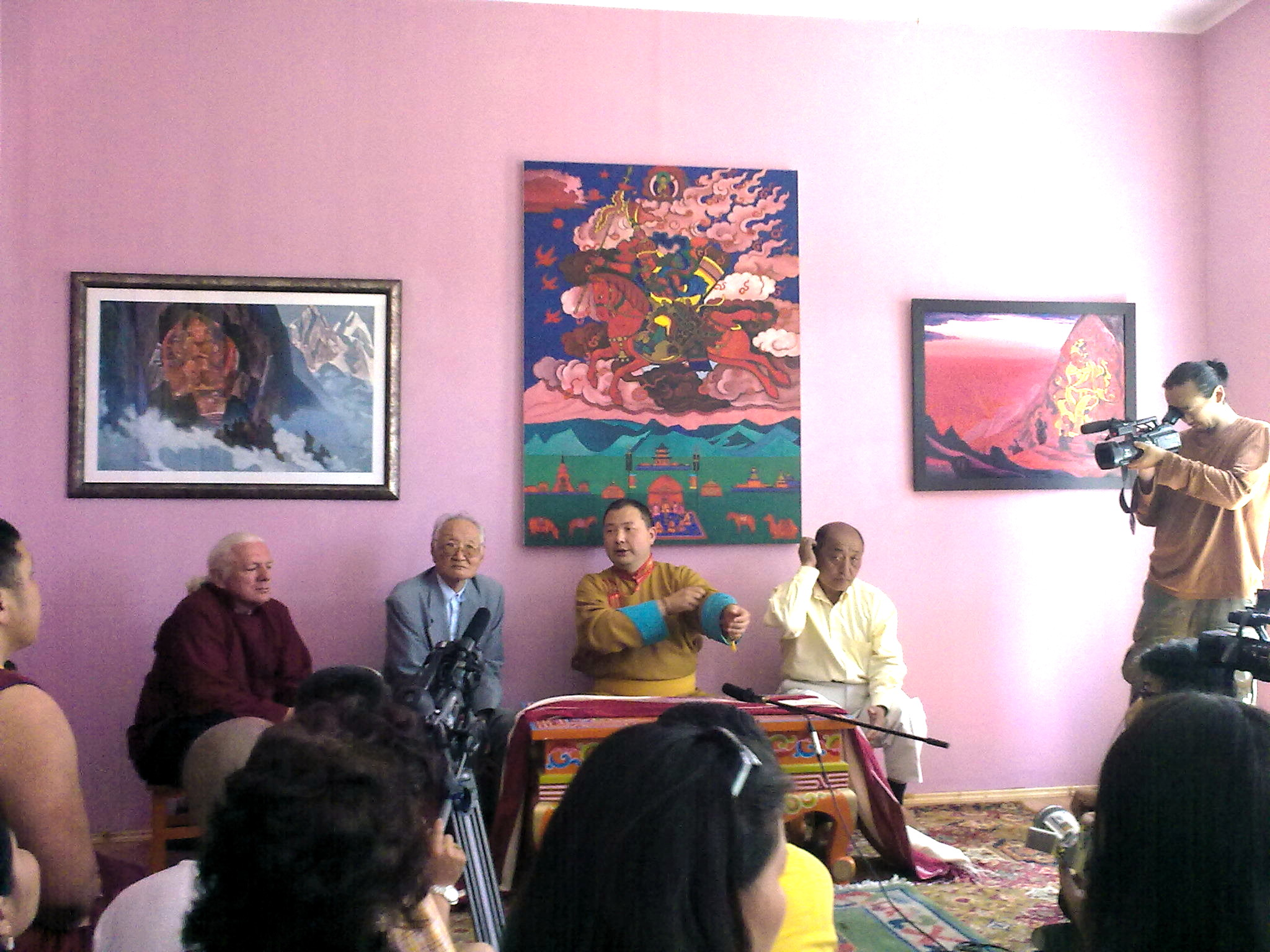
2009年7月23日，迪鲁瓦活佛造访乌兰巴托的罗维奇住宅博物馆

自重返卡尔梅克共和国后，额尔德尼成功地领导了佛教的复兴。作为萨津喇嘛，额尔德尼管理着27座新建的寺庙和祈祷室，并监督7名西藏喇嘛的工作。他还先后派出数十位卡尔梅克青年男子赴印度的寺院接受正规教育。他还学会了卡尔梅克语和俄语。
额尔德尼每年花6个月在埃利斯塔居住，其余时间在美国科罗拉多州伊利与其妻子和儿子共同生活。

### 流亡蒙古国
2022年俄罗斯入侵乌克兰後，据报道他主張「烏克蘭人站在道德正確的一方，是保衛家園的人」，为了避免制裁流亡蒙古国。
2023年1月27日，被俄羅斯政府列入「流亡外國名單」，同年被解除薩津喇嘛之職，由格西‧丹真欽達克（Geshe Tenzin Choidak，又名 Mutul Ovyanov）繼任，格西是卡爾梅克本土僧人，並且是後蘇聯時代首位取得格西（Geshe，即高級僧學學位）的卡爾梅克人。